# Assassin's Creed III: Liberation
Assassin's Creed III: Liberation är ett datorspel utvecklat och utgivet av Ubisoft. Det släpptes exklusivt för Playstation Vita i oktober 2012. 2019 släpptes en remaster av spelet, vilket även inkluderade Assassin's Creed III.